# Raoul Guérin
Pour les articles homonymes, voir Guérin.
Raoul Guérin, dit Toto Guérin, né le 18 avril 1890 dans le 18e arrondissement de Paris et mort le 27 mars 1984 dans la même ville, est un dessinateur humoristique français et qui vécut au 23, rue Caulaincourt.

## Biographie
Il commence, en 1916, par des dessins (parmi lesquels on remarque un portrait-charge de Georges Clemenceau) dans des journaux de poilus. Il devient dessinateur au Canard enchaîné. Il a également collaboré à Gringoire, au Progrès civique, journal de perfectionnement social, au Coup de patte satirique illustré autour de 1931-1932 (journal dirigé par le chansonnier Augustin Martini et où Raoul Guérin côtoie Francisque Poulbot, Jean Sennep et Alain Saint-Ogan), à Ric et Rac de 1935 à 1940, à Paris-Soir (autour de 1938), à Aujourd'hui et Le mois à Lyon (1940). Georges de la Fouchardière parle de son talent qui « en quelques mots d'une légende toujours spirituelle, sous un dessin toujours ingénieux » synthétise « l'ironie des choses et la merveilleuse bêtise des hommes. »
Le 11 avril 1920 il est, avec les illustrateurs Jules Depaquit, Francisque Poulbot, Adolphe Willette, Jean-Louis Forain, Maurice Neumont, Louis Morin, Maurice Millière, le journaliste Pierre Labric et le poète beauceron Maurice Hallé, l'un des fondateurs de la Commune libre de Montmartre.
Vers 1934, Raoul Guérin crée pour l'hebdomadaire Gringoire le personnage satirique de Toto Guérin, sorte d'alter ego enfantin qui « commente sous un air faussement naïf l'actualité politique et internationale » et que Christian Delporte décrira comme « un nouvel avatar de Gavroche ou des Poulbot, le gamin des rues gouailleur et à la répartie mordante ». Toto Guérin - notre artiste finit du reste par être lui-même surnommé ainsi - est transféré de juillet 1935 à 1940 dans l'hebdomadaire familial Ric et Rac avec la série intitulée Les actualités de Toto Guérin, en 1940 dans les dessins de la première page de Le mois à Lyon - Le grand périodique illustré lyonnais politique, littéraire, artistique et d'information, puis disparaît pour réapparaître après la Seconde Guerre mondiale dans des « réclames » par le buvard, objet de collection alors prisé des écoliers et vers lequel notre artiste se réoriente du fait de sa mise à l'index pour collaboration à certains des périodiques précités (étant cependant autorisé dès 1946 à redessiner dans la presse) : le buvard de la pile Hydra est ainsi de Raoul Guérin (« - La situation s'est très éclaircie ! - Ils ont probablement utilisé l'éclairage de la pile Hydra ! »), de même que le Musée national de l'éducation de Rouen conserve le buvard publicitaire de Fleurex (fleuriste parisien) intitulé Les grandes dates par Toto Guérin. Toto Guérin n'est pas oublié des collectionneurs de jouets anciens puisqu'il a inspiré une tirelire et une poupée, recherchées aujourd'hui, ayant, à l'instar du dessin, tablier rouge et blanc, culotte courte, béret et les coins de bouche salis de chocolat.
L'une des dernières apparitions publiques de Raoul Guérin se produit au festival de la bande dessinée d'Angoulême en 1980. Il meurt en 1984, deux jours seulement après avoir épousé sa dame de compagnie.

## Œuvres

### Publications bibliophiliques
- Sur le turf : 25 planches en couleurs tiré à 500 exemplaires. Préface de Georges de la Fouchardière. [Le monde des courses hippiques avec ses jobards]
- Un choix de dessins à légendes de Raoul Guérin, préface de Georges de la Fouchardière, Éditions Girard et Bunino, 1925.
- Lucio Dornano, La fête au village, illustrations de Raoul Guérin, Éditions Les chansons de la Butte, 32, rue Gabrielle, Paris-Montmartre.
- Gaston Leroux, L'agonie de la Russie blanche (recueil de reportages parus en 1905-1906 dans "Le Matin"), couverture enrichie du portrait-charge de l'auteur par Raoul Guérin, édité par Madame Gaston Leroux, messageries Hachette, 1928.
- Dessins du Cyno (préface de René Bierre), Établissements généraux d'imprimerie, Bruxelles, 1930.
- Jean Vertex, Bistrots - Reportages parisiens, illustrations de Jean d'Esparbès, Raoul Guérin, Gen Paul, Robert Naly, Jean Sennep, Éditions Louis Querelle, Paris, 1935.
- Ah! Quelle époque! : 200 dessins à légendes tiré à 1000 exemplaires. [La vie sous l'occupation, période de pénuries et de restrictions]
- Nos bons toubibs, Éditions La Vie claire, 1950.
- Raoul Guérin, Le dessin pour tous - Petite méthode simplifiée pour apprendre à dessiner, préface de Marcel Achard, éditions Minerva, Paris, 1967.
- Gaston Leroux (préface d'Edgar Faure), Histoires épouvantables, portrait-charge de Gaston Leroux par Raoul Guérin en couverture, Nouvelles éditions Baudinière, 1977.

### Affiches
- Affiche publicitaire pour le cirque Medrano : C'est à Medrano que je rigole le plu et papa ossi (sic), 1950.

### Dessins de presse
- « Le fatal dénouement » (assassinat de Giacomo Matteotti), Le Progrès civique, 12 juillet 1924.
- « Le grand agité » (bande dessinée caricaturant Benito Mussolini), Le Progrès civique, no 378, 13 novembre 1926.

## Expositions
- Trentième Salon des humoristes, 11, rue Royale, Paris, février-avril 1937 (no 200 et 201 du catalogue).

## Réception critique
- « Ayant créé tout un monde de personnages définitivement campés, observés dans la classe moyenne des bourgeois de Paris, fonctionnaires à parapluie et chapeau melon, en trois ou quatre traits et deux points pour les yeux, Guérin a raconté, presque quotidiennement pendant cinquante ans, leurs soucis et leurs mésaventures. » - Dictionnaire Bénézit[8]

## Distinctions
- Chevalier de la Légion d'honneur, vers 1937.
- Président du Syndicat des dessinateurs, vers 1937.

## Musées
- Musée de Montmartre, Paris[9].